# Tyson Ballou
Tyson Ballou (Garland, 14 novembre 1976) è un supermodello statunitense.

## Biografia
Nato a Garland in Texas, Ballou viene notato dall'agente di moda Page Parkes all'età di 15 anni, ed inizia a lavorare per alcune sfilate locali. Nel 1997 ottiene un contratto con l'importante agenzia Ford Models, a cui ne segue l'anno seguente un altro con la Public Image Worldwide, per il quale Ballou si trasferisce a New York. Nel 2000 il modello ottiene il suo primo impiego importante: essere testimonial della campagna pubblicitaria di Jil Sander e di Valentino.
In seguito Ballou lavorerà con Perry Ellis, ancora con Valentino, Dolce & Gabbana, Belstaff, Moschino, Giorgio Armani, Versace, Exte, Calvin Klein, Tommy Hilfiger e 7 for All Mankind insieme a Carolyn Murphy. Nel 2005 appare su Vogue, insieme alla collega Anja Rubik, e nel 2007 sulle copertine di Numéro Homme, di V Man, di QVEST, di Squint, di Arena Magazine e di Esquire.
Nel 2008 è stato testimonial della collezione primavera/estate di Dolce & Gabbana e per quella autunno/inverno Hugo Boss. Dall'autunno 2009 è protagonista della campagna pubblicitaria internazionale dei profumi D&G International, fotografato da Mario Testino insieme a Naomi Campbell, Noah Mills, Claudia Schiffer, Eva Herzigová e Fernando Fernandes.
Nel 2012 diventa protagonista della pubblicità del profumo Dior Fahrenheit e conquista ancora con il suo fascino il grande schermo.

## Agenzie
- Ford Models
- Wilhelmina Models - New York
- Public Image Worldwide - Amburgo
- Success Models - Parigi
- Why Not Model Agency - Milano
- NEXT Model Management - Vienna
- UNIQUE DENMARK - Copenaghen